# Diostrombus schuilingi
Diostrombus schuilingi är en insektsart som beskrevs av Wilson 1987. Diostrombus schuilingi ingår i släktet Diostrombus och familjen Derbidae. Inga underarter finns listade i Catalogue of Life.